# The Haunted Apartments
The Haunted Apartments è un film del 2005, diretto da Akio Yoshida.

## Trama
Il fantasma di una liceale si aggira per gli appartamenti di un palazzo maledetto, torturando e spaventando tutti i condomini, costretti inoltre a rispettare un severissimo regolamento: è assolutamente vietato rientrare in condominio dopo la mezzanotte, pena la morte. Molte famiglie, scettiche sulla maledizione, in questi decenni non avevano rispettato il coprifuoco oppure avevano deciso per l'esasperazione di traslocare e tutte quante avevano trovato la morte, in circostanze misteriose. L'ultima ed incauta famiglia arrivata in condominio è quella degli Yamato (la liceale Aimi e il padre, giornalista alcolizzato); la maledizione colpisce inevitabilmente anche loro, ma Aimi sembra decisa a scoprire l'origine del maleficio e comincia ad indagare sulla vita terrena del fantasma, una ragazzina scomparsa senza lasciare traccia.